# Preotești
Preotești – wieś w Rumunii, w okręgu Aluta, w gminie Iancu Jianu. W 2011 roku liczyła 158 mieszkańców.